# 好莱坞
是美國加州洛杉磯中部地區的一個社區，現今已成為美國電影業及其相關人員的象徵和通稱。區內有許多工作室，如哥倫比亞影業、迪斯尼、派拉蒙影業、華納兄弟和環球影業都在區內陸續成立，至今派拉蒙影業仍在該地設有工作室。

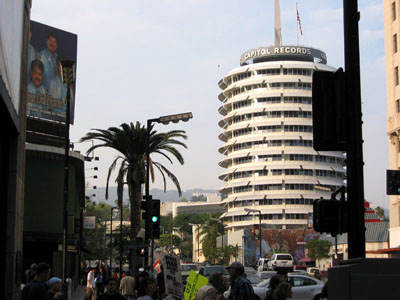
好萊塢地標之一：國會唱片大樓與山上的文字看板

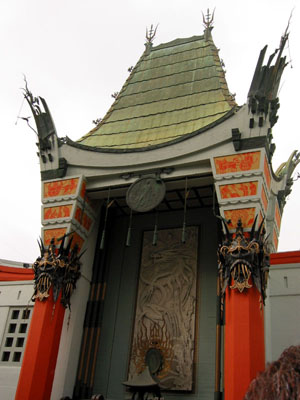
好萊塢大道上的中國大剧院是著名的星光大道的起點

好萊塢于1903年成為自治市， 接著在1910年與洛杉磯市合併。之後電影產業逐漸興起，許多著名電影公司設立於此，故好萊塢經常與美國電影和影星聯繫起來，而「好萊塢」一詞往往用來指稱南加州的電影工業。

## 历史
1853年的好萊塢只有一栋房子。到1870年，这里已成为一片兴旺的农田。1886年，从房地产生意发财的富商哈维·亨德森·威尔考克斯在这里买下了0.6平方公里的土地。
好萊塢这个名字来自英语的「holly」（冬青）。韦尔考克斯的夫人一次旅行时，听到她旁边的一个人说她来自俄亥俄州的一个叫做好萊塢的地方。她很喜欢这个名字，回到加州后就将她丈夫的农庄改称为好萊塢了。
韦尔考克斯计划在这里建造一座小城，1887年2月1日他在地区政府正式注册此名。在他夫人的帮助下他铺设了今天的好莱坞大街做为城市的主街，在这条大街和其它大街的两旁种了胡椒树并开始出售产权。他的夫人募资建了两座教堂、一座学校和一座图书馆。为了使好萊塢名符其实，他们还进口了一些英国冬青，但这些植物在加州的气候下没有存活很久。
到1900年，好萊塢已经有一间邮局、一家報社、一座旅馆和两个市场，其居民数为500人。10万人口的洛杉矶位于市东11公里处。在好萊塢和洛杉矶间有一条单轨的有轨电车，但这辆电车的运行不準时，每程时间为两小时。
1902年，今日著名的好萊塢酒店的第一部分开业。1903年，好萊塢成为一个镇。当年下的两个命令是：除药店外其他商店禁酒，以及不准在街上驱赶数量多于200的牛群。1904年，一条新的被称为好萊塢大街的有轨电车开业，使好莱坞与洛杉矶间的往返时间大大缩短。1910年，好萊塢的居民投票决定加入洛杉矶。原因是这样他们可以通过洛杉矶取得足够的饮水和获得排水设施。

## 电影業崛起
到1908年，至少有30家電影公司，受到溫暖的氣候、交通和廉價勞動力的吸引，開始在佛羅里達州傑克遜維爾附近建立製片基地，但之後由於東海岸極端氣候和政治因素而逐一離開。Kalem Studios是1908年最早來到加州的電影公司，在1911年，也是第一個在洛杉磯開始製片的公司。 
洛杉磯天氣非常理想，可以快速建置各種電影業所需的周邊設置，因此成為美國電影業的首都。 地貌上的山脈、平原和當年低廉的地價使好萊塢成為建立電影製片廠的好地方。儘管好萊塢在自治市時期，禁止室內有電影院，但在與洛杉磯合併後，已經不再有如此限制，電影發展不會受到地域法規的阻礙。 1911年，第一个电影工作室在好莱坞开业後，同年已有15个其它的工作室在这里定居，成千上万的梦幻製造者紧随而至。在1912年，美國主要的電影公司多已在洛杉磯建立製片基地。 四大電影公司—派拉蒙、華納兄弟、RKO和哥倫比亞在好萊塢都設有工作室，還有許多小公司和租賃工作室也接著分別成立。
好萊塢的崛起還有一個特殊的原因，是因為當年爱迪生持有电影科技的許多专利，电影公司想要制作发行电影必须向爱迪生支付高昂的专利费，对于那些拒绝支付专利费又拒绝履行法院判决的电影公司，爱迪生会通过雇佣地痞流氓去进行打砸抢等破坏；但加州离新泽西分屬美國本土的東西岸，距離遙遠，因此爱迪生很难在这里掌控专利。在美国東岸，独立的电影公司经常被爱迪生和他的代理人提出诉讼。但在遥远的加州，没有那么多的屬員可以監控，加以跨東西岸距离过于遥远，消息傳遞與追訴，都因資訊傳遞的時間落差而不容易徹底執行，就算爱迪生雇佣地痞流氓追杀到了好莱坞，电影公司还可以逃到墨西哥去避风头，而且加利福尼亚州的法官们对爱迪生的所作所为早就有所耳闻，就算爱迪生打赢官司，法官们也不会认真执行。
到了1920 年代，好萊塢逐漸超越佛羅里達的電影產業，1930 年代，好萊塢製片廠已經能夠完全整合，製作、發行和上映的一連串環節。在這些公司的積極管理操控下，如今好萊塢每年能夠年產出600部以上的電影。 好萊塢因電影業的光輝形象，而被稱呼為金絲鎮（Tinsel Town） 和“夢工廠”。
1923年，今天成为好莱坞象征之一的白色大字「HOLLYWOOD」被树立在好莱坞后的山坡上，本来这个字后面还有「LAND」四个字母，是一家建築廠商為了推銷新建好的的住宅社區設置的廣告看板。但它们被树立起来以后就没有人去管它们，以致渐渐荒廢。一直到1949年，好莱坞商会将后面的四个字母去掉，並将其它字母修复。这个招牌今天受到商标保护，没有經過好莱坞商会的同意，无人有權使用它。
1994 年，阿拉巴馬州的好萊塢市聯合全美其他10個名為“好萊塢”的城鎮，與好萊塢商會 (Hollywood Chamber of Commerce)合作，試圖將該名稱註冊為商標，並強制其他同名社區向其支付版稅，但該行動最後沒有成功。 
1929年5月16日，奥斯卡金像奖第一次颁发，当时的门票是十美元，共有兩百五十人参加。

## 年輕追夢者
1960年代起，好莱坞一个严重问题是从美国各地逃家至此的年輕人。每年，成百上千这样的年輕人來到这里，他们梦想成为电影明星，但很快就发现与受过专业训练的演員相比他们毫无机会,有些回家,有些成为商贩,有些到洛杉矶打杂、也有些沦入娱乐产业的最底部：色情产业。然而，席維斯·史特龍却是个特例，他就是从一个跑龙套的，因為《洛基》一举成名的。之后成名的还有布萊德·彼特。